# Port-Saint-Louis-du-Rhône
Port-Saint-Louis-du-Rhône is een gemeente in het Franse departement Bouches-du-Rhône (regio Provence-Alpes-Côte d'Azur). De plaats maakt deel uit van het arrondissement Arles en is een van gemeenten van de nieuwe stad Ouest Provence. Port-Saint-Louis-du-Rhône telde op 1 januari 2022 8.510 inwoners.
De haven Marseille Fos, een haven- en industriegebied van 12.000 ha aangelegd in de jaren 1960, ligt voor een stuk in de gemeente.

## Geografie
De oppervlakte van Port-Saint-Louis-du-Rhône bedroeg op 1 januari 2022 73,38 vierkante kilometer; de bevolkingsdichtheid was toen 116 inwoners per km².
De gemeente ligt aan de monding van de Rhône.
De onderstaande kaart toont de ligging van Port-Saint-Louis-du-Rhône met de belangrijkste infrastructuur en aangrenzende gemeenten.

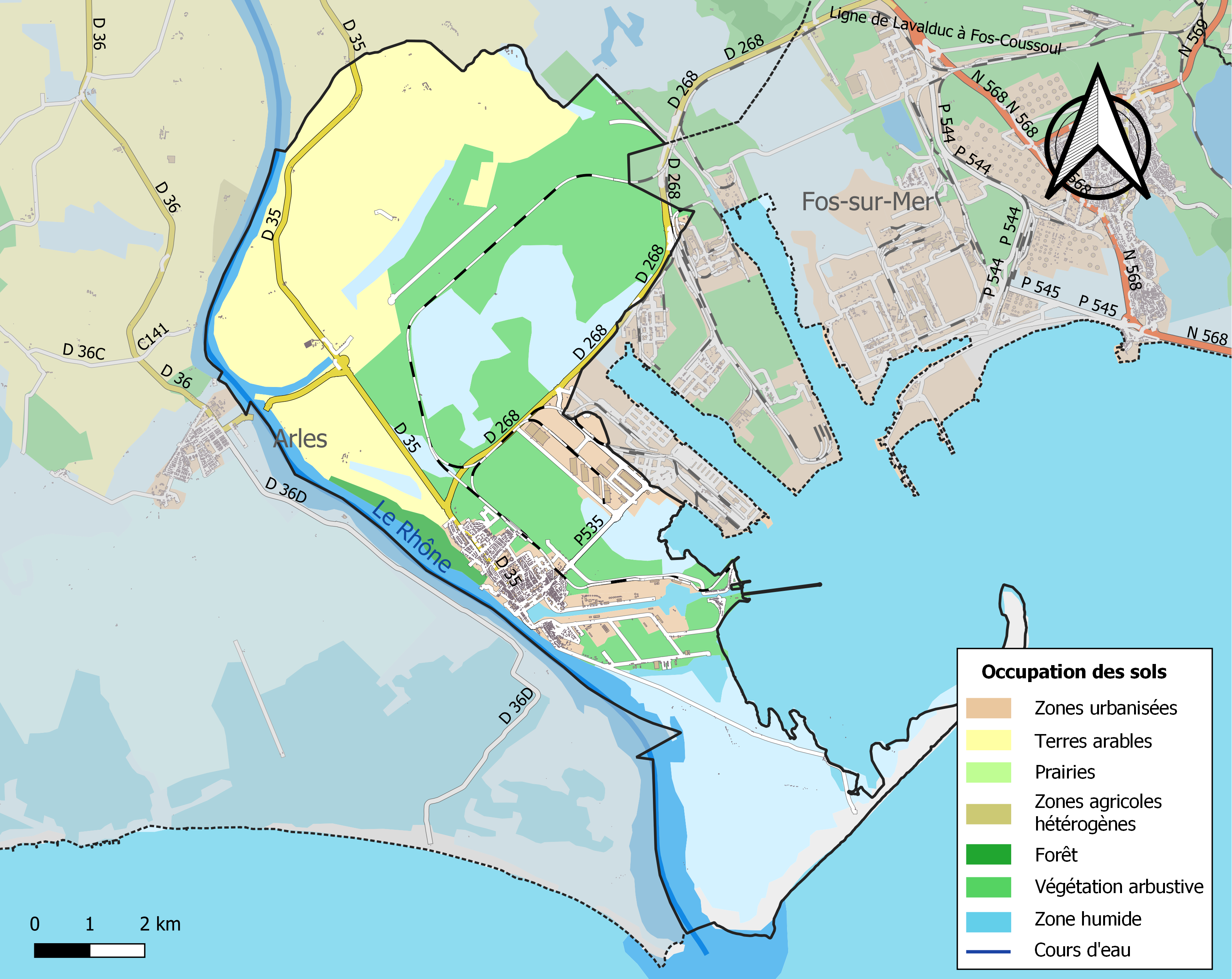

## Demografie
Onderstaande figuur toont het verloop van het inwonertal (bron: INSEE-tellingen).
Vanwege een beveiligingsprobleem met de MediaWiki Graph-software is het momenteel niet mogelijk deze grafiek weer te geven. Zodra de software is bijgewerkt zal de grafiek vanzelf weer zichtbaar worden.